# Равно буче (връх)
Вижте пояснителната страница за други значения на Равно буче.
Връх Равно буче е висок 1499,0 метра и е първенец на Понор планина, дял от Стара планина.